# Firefly Aerospace
Firefly Aerospace est une entreprise aérospatiale américaine basée à Austin, au Texas. Fondée en 2014, elle développe le lanceur léger Firefly Alpha (premier vol réussi en 2022) et l'atterrisseur lunaire Blue Ghost, répondant aux besoins du programme Commercial Lunar Payload Services de la NASA ainsi que le lanceur moyen MLV (en cours de développement en 2022).

## Historique
La société Firefly Space Systems est créée en 2014 dans la banlieue d'Austin au Texas dans le but de développer un micro-lanceur baptisé Firefly Alpha. Celui-ci présente la particularité d'utiliser une tuyère de type Aerospike au niveau de son premier étage. Firefly Alpha est conçu pour placer une charge utile de plus de 400 kg sur une orbite basse pour un coût de 8 millions US$. La NASA choisit en 2015 de financer un vol d'essais avec l'objectif d'évaluer son utilisation pour la mise en orbite de nano-satellites. Un premier test sur banc d'essais d'un prototype FRE-R1 (Firefly Rocket Engine Research 1) des moteurs qui seront utilisés sur le lanceur, a été conduit avec succès en septembre 2015. Le premier vol du lanceur est planifié pour 2017. En octobre 2015, la NASA a annoncé qu'elle avait décidé de financer le développement du lanceur ainsi que celui de deux autres mini-lanceurs pour disposer d'une fusée adaptée à la mise en orbite des CubeSats. Firefly Space Systems doit recevoir 5,5 millions US$ pour réaliser un vol orbital de démonstration d'ici avril 2018.

### Cessation d'activité
En juin 2016, la société ne réussit à lever que 18 millions US$ sur les 38 millions espérés. À la suite du retrait en août d'un des investisseurs européens, la société décide fin septembre 2016 d'arrêter son activité en mettant à pied ses 150 employés dans le cadre d'une mesure annoncée comme temporaire. Par ailleurs, l'un des deux fondateurs de la société, Thomas Markusic, est accusé par son ancien employeur Virgin Galactic, qui développe un lanceur concurrent, LauncherOne, d'avoir utilisé des concepts propriétés de cette société en violant les règles de la propriété intellectuelle.

### Réactivation de la société (printemps 2017)
Au printemps 2017, la société est réactivée grâce à son rachat par Noosphere Ventures, un de ses actionnaires d'origine. Le constructeur rebaptisé Firefly Aerospace reprend une partie de ses effectifs d'origine et décide de développer une nouvelle version de son mini lanceur Firefly Alpha. Celui-ci abandonne la tuyère de type Aerospike au profit d'une propulsion plus classique avec toutefois une innovation au niveau du cycle d'alimentation. La turbopompe est mise en mouvement par prélèvement des gaz brûlés dans la chambre de combustion (cycle tap-off). La charge utile est portée à 1 000 kg en orbite basse. À compter de 2017, les moteurs Reaver 1 et Lightning 1 sont testés sur des bancs d'essais horizontaux. La société utilisera pour ses lancements le pas de tir de la fusée Delta II sur la base de lancement de Vandenberg rendu disponible par le retrait de ce lanceur en septembre 2018. Le lanceur doit effectuer initialement son premier vol au cours du troisième trimestre 2019 mais celui-ci est repoussé à plusieurs reprises avant d'être finalement programmé pour juin 2021. Par ailleurs, une version beaucoup plus puissante baptisée Firefly Beta (13 tonnes en orbite basse) est à l'étude,. Le lanceur effectue son premier vol début septembre 2021 mais celui-ci est un échec,,. Un deuxième lancement a lieu le 1er octobre 2022 mais est un échec partiel. Le troisième vol du 15 septembre 2023 est un succès.

### Sélection pour le programme CLPS (février 2021)
En mai 2018, la NASA décide de lancer un appel d'offres destiné à sélectionner des entreprises qui seront chargées de déposer à la surface de la Lune des charges utiles (instruments, équipements, engins spatiaux) pour les besoins de son programme d'exploration de cet astre. Le programme Commercial Lunar Payload Services (CLPS) prévoit de rémunérer ce transport au tarif d'un million US$ par kilogramme.
Pour répondre à l'appel d'offres de la NASA, Firefly Aerospace choisit de s'associer en juillet 2019 avec la société israélienne IAI qui a développé l'atterrisseur lunaire Beresheet pour le Google Lunar X Prize. Cet engin spatial a déjà volé en 2019 mais à la suite de la défaillance d'un gyroscope, il s'est écrasé à la surface de la Lune. En février 2021, Firefly Aerospace est sélectionnée par la NASA pour une première mission facturée 93,3 million US$. L'engin spatial de la société doit déposer, en 2023, sur la Lune, 10 instruments et démonstrateurs technologiques de la NASA d'une masse totale de 94 kg.
L'engin de Firefly est initialement baptisé Genesis (traduction en anglais de Beresheet).
Cependant, en 2021, en raison de l'évolution des exigences du CLPS, Firefly détermine que Genesis ne répond plus aux exigences de la NASA et commence à travailler sur une nouvelle conception d'atterrisseur lunaire appelée Blue Ghost (Phausis reticulata (en), une espèce de luciole, « firefly » en anglais), mais la collaboration avec IAI est maintenue. Initialement, il doit être placé en orbite par la fusée Firefly Alpha en cours de développement par la société, mais la puissance de celle-ci s'avère insuffisante pour transporter la charge utile de la NASA. Firefly Aerospace évoque son lanceur Beta mais celui-ci est à un stade de développement encore moins avancé,, et décide en mars 2021 de confier le lancement de l'atterrisseur lunaire à la fusée Falcon 9 de SpaceX. Celle-ci permet d'économiser les ergols de Blue Ghost dont la capacité d'emport passe de 100  à   150 kg. La capacité excédentaire doit être commercialisée.

### Vente de la société par Noosphere Ventures (février 2022)
En novembre 2021, le propriétaire de Noosphere Ventures, Maxim Polyakov (en), reçoit une demande du gouvernement américain de vendre l'ensemble de ses parts et celles de sa société dans Firefly Aerospace pour des raisons de sécurité nationale. Polyakov accepte la demande, tout en affirmant que sa participation dans l'entreprise ne pose aucun risque à la sécurité nationale des États-Unis, et annonce que Noosphere Ventures va engager une firme d'investissement bancaire pour procéder à la vente des actions. Les activités de préparation pour le prochain lancement de Firefly Alpha sont mises en pause à Vandenberg en attendant la finalisation de la vente.
Le 16 février 2022, Polyakov annonce la vente de toutes ses parts au cofondateur et PDG Tom Markusic pour la somme symbolique de 1$ tout en critiquant l'U.S. Air Force et plusieurs agences gouvernementales américaines pour l'avoir « trahi et jugé dans toutes leurs actions ces derniers 15 mois ». Toutefois, l'annonce de l'achat des parts de Noosphere Ventures dans Firefly Aerospace par la firme d'investissement AE Industrial Partners est plutôt confirmée le 24 février 2022. Quatre mois plus tard, en juin 2022, le fondateur de la société Tom Markusic décide de quitter son poste de PDG mais conserve un rôle de conseiller technique principal et d'actionnaire minoritaire avec l'accord du nouvel actionnaire majoritaire,.
Toutefois, en juillet 2024, les autorités fédérales libèrent Polyakov de toutes les « conditions et obligations imposées par le gouvernement le 28 février 2022 ».

## Produits

### Firefly Alpha
Firefly Alpha est le premier lanceur développé par l'entreprise. Ce mini lanceur peut emporter une tonne en orbite basse. Son premier vol a lieu en 2021.

### MLV
MLV, anciennement Firefly Beta, est un lanceur moyen capable d'emporter 13 tonnes en orbite basse. Son premier vol est prévu en 2025.

### Firefly Gamma
Firefly Gamma est un concept abandonné de lanceur ailé réutilisable.

### Genesis
Genesis est un concept abandonné d'atterrisseur lunaire basé sur Beresheet.

### Blue Ghost
Blue Ghost est un atterrisseur lunaire.

### Moteurs-fusées
L'entreprise développe ses propres moteurs-fusées :
- FRE-2 (aerospike) / FRE-1 (vide), abandonnés,
- Reaver, développé pour Firefly Alpha (une version dérivée et fortement modifiée, produite sous licence par Astra Space, Inc., et baptisée Chiron, doit propulser le lanceur Rocket 4),
- Lightning, développé pour Firefly Alpha,
- Miranda, développé pour MLV,
- Vira (anciennement Miranda Vacuum, Viranda, ou Lightning 2), développé pour MLV.

Leurs noms dérivent de la série télévisée Firefly.

### Elytra
Elytra est une gamme de remorqueur spatiaux conçus pour déplacer des charges utiles et des satellites d'une orbite à une autre dans l'espace LEO, GEO et cislunaire. Elytra permettrait à des fusées plus petites (comme Alpha de Firefly) de livrer des charges utiles plus importantes sur des orbites plus difficiles et permettrait le déplacement, l'entretien, l'extension de mission et la désorbitation des satellites.
Il existe en 3 versions : Elytra Dawn (la plus petite, destinée aux opérations en orbite basse), Elytra Dusk (destinée aux transferts de la LEO vers l'orbite géostationnaire) et Elytra Dark (la plus performante, destinée aux transferts de longue durée vers l'espace cislunaire et au-delà). Elytra Dark propulsera la mission Blue Ghost 2 en orbite lunaire et servira d'orbiteur, ainsi que de déployeur de la charge utile Lunar Pathfinder de l'ESA.
Elytra doit son nom aux élytres, ailes des lucioles, et était auparavant connu sous le nom de SUV (Space Utility Vehicle).